# Daustinia
Daustinia je monotipski rod slakovki smješten u tribus Merremieae , dio potporodice  Convolvuloideae. Jedina vrsta je D. montana, grm iz isrtočnog Brazila. 
Rod je opisan u Phytotaxa 197(1): 60. 2015.

## Sinonimi
- Austinia Buril & A.R.Simões; Phytotaxa 186(5): 255 (2014)